# Canadian football

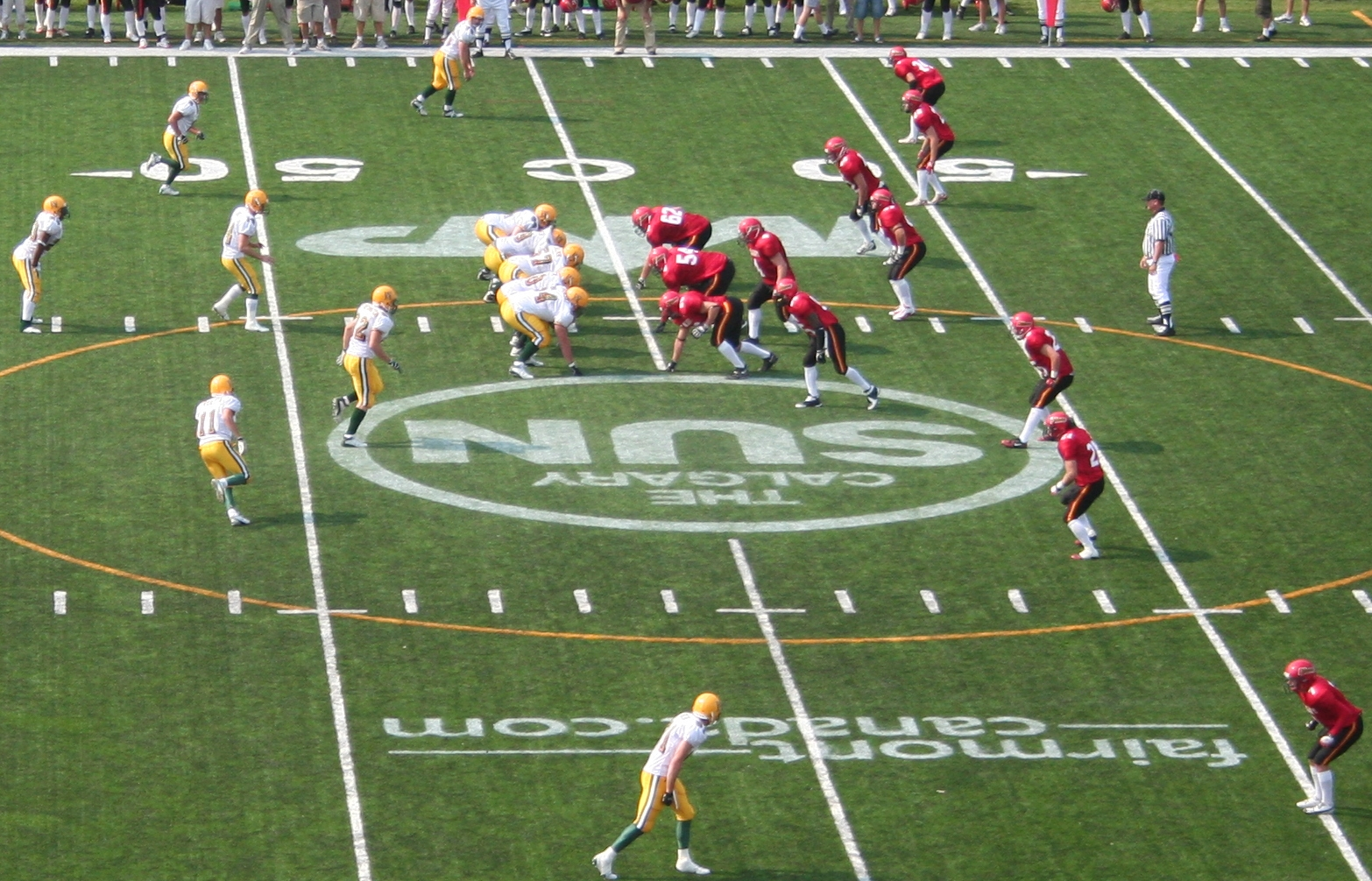
De University of Alberta Golden Bears spelen tegen de University of Calgary Dinos in Calgary, 2006

Canadian football is een variant op Gridiron football die vrijwel alleen in Canada wordt gespeeld. Er zijn voor Canadian football een aantal wijzigingen gemaakt ten opzichte van American football die voornamelijk zijn bedoeld om de snelheid en aantrekkelijkheid voor de kijker te vergroten. De sport behoort tot de Gridiron Football sporten. Het ontstond net als American Football in de jaren 70 van de 19e eeuw onder invloed van voetbal en in het bijzonder rugby.
Het Canadian football, dat professioneel gespeeld wordt in de Canadian Football League (CFL), onderscheidt zich van zijn Amerikaanse tegenhanger doordat het nieuwe regelgeving in bij het zogenaamde College Football niet werden overgenomen. Het behield de originele spelregels.
Verschillen
- het speelveld is met 101 meter (110 yards) lengte en 59 meter (65 yards) breedte groter
- met twaalf spelers, heeft het 1 speler per team meer
- met maar drie downs is dat aantal 1 kleiner
- er is minder tijd voor een zogenaamde huddle
- in Canadian football kun je met een Rouge of Single met een kick in de endzone van de tegenstander één punt scoren

## Het veld
Het veld is aangepast om de spelers meer mogelijkheden te geven. Het veld is breder en langer gemaakt, in plaats van 100 yard lang en 53 1/3 yard breed is het veld 110 yard bij 65. Tevens zijn de endzones anders van vorm. Deze zijn rechttoe rechtaan 20 yard diep waarna ze in een soort driehoeksvorm nog verder doorlopen. Hierdoor heb je niet het effect dat het veld erg kort wordt naarmate je dichter bij de endzone komt, en zijn er dus veel meer scoremogelijkheden.

## De regels
Ook in de regels zijn er een aantal verschillen, zo beschikt een Canadian footballteam over 12 spelers in plaats van elf. Meestal is dit terug te zien aan de aanwezigheid van een extra wide receiver. Ook is het zo dat deze wide receivers voor de play mogen bewegen in de lengte van het speelveld, ze kunnen als het ware een aanloop nemen voordat de bal wordt ge-snapped en het spel daadwerkelijk begint.
Canadian football kent niet zoals zijn Amerikaanse verwant 4 pogingen om 10 yard te overbruggen, maar slechts 3. Mede hierdoor worden teams gedwongen om voor meer terreinwinst te spelen dan bij American football.